# Marco de Hohenlohe-Langenburg
Marco de Hohenlohe-Langenburg, Công tước thứ 19 xứ Medinaceli (tiếng Đức: Marco Prinz zu Hohenlohe-Langenburg; tiếng Tây Ban Nha: Marco de Hohenlohe-Langenburg y Medina; 8 tháng 3 năm 1962 – 19 tháng 8 năm 2016) là một quý tộc Tây Ban Nha gốc Đức, thông qua mẹ của mình là Ana Luisa de Medina y Fernández de Córdoba, ông đã thừa kế rất nhiều tước hiệu quý tộc ở Tây Ban Nha, trong đó có Công tước xứ Medinaceli, thông qua bố của mình là Max von Hohenlohe, ông kế thừa tước vị Thân vương xứ Hohenlohe-Langenburg ở Đức và người đứng đầu Vương tộc Hohenlohe.
Con gái cả của ông là Victoria von Hohenlohe-Langenburg hiện giữ 43 tước vị quý tộc ở Tây Ban Nha, trong đó có 10 tước hiệu gắn liền với Grandee và cô là quý tộc giữ nhiều tước hiệu nhất trên thế giới hiện nay. Theo luật Salic thì nữ giới không được tiếp nhận quyền kế vị nên tước hiệu Thân vương xứ Hohenlohe-Langenburg ở Đức đã được trao cho em trai của Victoria là Alexander Gonzalo, người này đồng thời cũng là Công tước xứ Ciudad Real thứ 14 và Hầu tước Navahermosa thứ 13 ở Tây Ban Nha.